# Arthur Gütt
Arthur Julius Gütt (* 17. August 1891 in Michelau (heute Michałowo), Kreis Rosenberg in Westpreußen; † 2. März 1949 in Stade) war ein deutscher Arzt, Eugeniker (Rassenhygieniker) und SS-Brigadeführer. In der Zeit des Nationalsozialismus stieg er binnen kurzer Zeit zu einem einflussreichen Medizinalbeamten auf und wurde Ministerialdirektor. Er gilt als Schöpfer des „Gesetzes zur Verhütung erbkranken Nachwuchses“, der gesetzlichen Grundlage der nationalsozialistischen Zwangssterilisationspolitik.

## Leben

### Studium, Beruf und Privates
Der Sohn eines Gutsbesitzers studierte nach Ablegung der Reifeprüfung mit kriegsbedingter Unterbrechung von 1911 bis 1914 sowie von 1917 bis 1918 Medizin an der Universitäten Königsberg und Greifswald. Er gehörte der Turnerschaft Markomannia Königsberg sowie der Alten Greifswalder Turnerschaft Markomanno-Teutonia an. Im Ersten Weltkrieg diente er als Feldarzt und wurde mit dem Eisernen Kreuz II. Klasse ausgezeichnet. Von November 1914 bis Dezember 1916 befand er sich in russischer Kriegsgefangenschaft in Sibirien. Nach der Approbation war Gütt ab Dezember 1918 als praktischer Arzt in Popelken (kreis Labiau) tätig. 1919 wurde er in Königsberg zum Dr. med. promoviert. Im November 1923 legte er in Berlin das Examen zum Kreisarzt ab.
Von 1919 bis 1923 und von 1930 bis 1932 war Gütt Mitglied der DNVP.  Ende 1923 suchte er Anschluss an die völkische Bewegung in Ostpreußen. Am 15. März 1924 gründete er eine Kreisgruppe der Deutschvölkischen Freiheitsbewegung, die nach dem Hitlerputsch verboten und erst Ende Februar 1924 wieder zugelassen worden war, bzw. der Nationalsozialistischen Freiheitsbewegung. Nach anderen Angaben war er Kreisleiter der NSDAP in Labiau ab 1923. Im Jahr 1924 verfasste er „Rassepolitische Richtlinien für die nationalsozialistische Freiheitsbewegung“. Er gehörte auch dem NS-Frontkämpferbund „Frontbann“ und dem Wehrverband „Wehrwolf“ an.
Im Oktober 1925 ging Gütt als Medizinalassessor ins schlesische Waldenburg. 1926 wurde Gütt Kreisarzt in Marienwerder und dort im Juli 1927 als Medizinalrat (Stadt- und Schularzt sowie Vertrauensarzt bei der Landesversicherungsanstalt Westpreußen und der Reichsbahn) vollbeamtet. Im April 1931 wechselte er als Kreisarzt nach Wandsbek und Stormarn.
Sohn Dieter Gütt war Journalist, Sohn Friedel Gütt Sportfunktionär.

### Karriere im Nationalsozialismus
Zum 1. September 1932 trat er der NSDAP bei (Mitgliedsnummer 1.325.946). Ab dem 1. Mai 1933 war er im Reichsministerium des Innern (RMI), speziell im Amt für Volksgesundheit tätig, dessen Leitung er am 19. Februar 1934 übernahm. Er saß dem Sachverständigenbeirat für Bevölkerungs- und Rassenpolitik des RMI vor. Ebenfalls 1933 wurde Arthur Gütt Mitglied des Kuratoriums des Kaiser-Wilhelm-Instituts für Anthropologie, menschliche Erblehre und Eugenik. Gütt galt als Vater des Gesetzes zur Verhütung erbkranken Nachwuchses (in Kraft getreten am 14. Juli 1933) und publizierte zusammen mit Ernst Rüdin und Falk Ruttke den Kommentar zu diesem Gesetz. Als einer der Hauptbefürworter der nationalsozialistischen Erbgesundheitslehre und Propagandist eines Paradigmenwechsels von der Individual- und Sozialhygiene zur Rassenhygiene, veröffentlichte er zahlreiche Bücher und Aufsätze zur nationalsozialistischen Rassenhygiene, darunter ein von ihm von 1937 bis 1940 herausgegebenes sechsbändiges Handbuch über Erbkrankheiten.

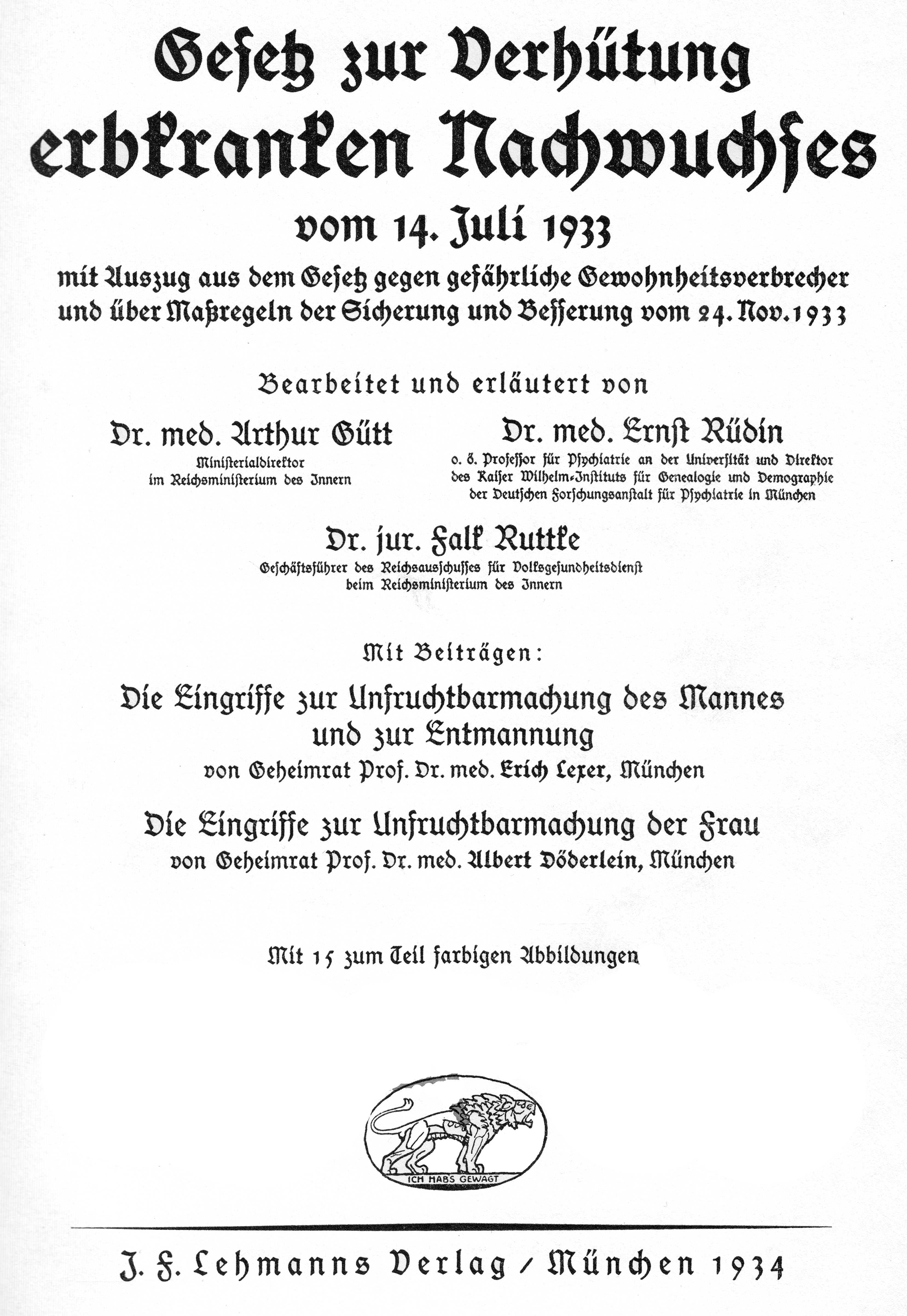
Titelblatt von: Arthur Gütt/Ernst, Rüdin/Falk Ruttke: Gesetz zur Verhütung erbkranken Nachwuchses vom 14. Juli 1933. München 1934.

Am 9. November 1933 wurde er SS-Untersturmführer (SS-Nummer 85.924) und wechselte im Oktober 1934, seit April 1934 SS-Obersturmbannführer, als Ministerialrat zum Rasse- und Siedlungshauptamt (RuSHA).
Neben seiner Funktion als Abteilungsleiter für Volksgesundheit im Reichsministerium des Innern wurde er Präsident der Staatsakademie des öffentlichen Gesundheitsdienstes in Potsdam. Unter Beförderung zum SS-Oberführer am 1. Juni 1935 wurde Arthur Gütt zum Chef des Amtes für Bevölkerungspolitik und Erbgesundheitslehre im Stab des Reichsführers SS ernannt. Dem als „Rassen-Schmidt“ bekannt gewordenen Ludwig Schmidt hatte er 1935 empfohlen, sich um eine Professorenstelle als Rassenhygieniker der Universität Würzburg zu bemühen. Am 9. November 1938 erfolgte die Beförderung zum SS-Brigadeführer, den höchsten Rang, den er innerhalb der SS erreichte. Er wurde zudem Mitglied des Lebensborns.
Im Jahre 1936 wurde er Mitglied im Reichsausschuss zum Schutze des deutschen Blutes und Mitherausgeber der Zeitschriften Volk und Rasse, Archiv für Rassen- und Gesellschaftsbiologie und Münchner Medizinische Wochenschrift. Von 1937 bis 1939 war er als Nachfolger von Bernd von Kanne Chef des Sippenamtes im RuSHA. Gütt hatte 1937 sowie 1938 einen Herzkollaps erlitten.
Um den Jahreswechsel 1938/1939 erlitt Gütt bei einem Jagdunfall schwere Verletzungen. Am 6. September 1939, fünf Tage nach Beginn des Zweiten Weltkriegs, schied Gütt offiziell aus eigenem Wunsch aus dem Reichsinnenministerium aus. Diesem Entschluss gingen interne Intrigen voraus. Im Gegensatz zu Gerhard Wagner hatte Gütt keinen Zugang zu Hitler und gehörte auch nicht zu den zentralen NS-Figuren. Sein Nachfolger wurde im September 1939 Leonardo Conti. Danach führte Gütt die Amtsbezeichnung Staatssekretär a. D. und war Treuhänder des Ritterguts Openholz, Landkreis Samter im damaligen Reichsgau Wartheland. Seine Versuche, wieder eine aktivere Rolle im NS-Staat einzunehmen, schlugen fehl: Seinem Wunsch auf Wiederverwendung entsprach Heinrich Himmler nicht. Jedoch wurde er im August 1942 außerordentliches Mitglied des wissenschaftlichen Senats des Heeressanitätsinspekteurs.
Nach Kriegsende wurde Gütt interniert und starb bald nach seiner Entlassung.

## Auszeichnungen
- Eisernes Kreuz 2. Klasse (Erster Weltkrieg)
- Ehrendegen des Reichsführers SS, April 1942
- SS-Ehrenring, April 1942

## Schriften
- Die einfachen und kombinierten Lähmungen des Nervus recurrens. In: Zeitschrift für Laryngologie. Bd. 8 (1919), S. 511–545.
- Vorwort zu: Otto Helmut: Volk in Gefahr. Der Geburtenrückgang und seine Folgen für Deutschlands Zukunft. Lehmann, München 1933.[14]
- Die Bedeutung von Blut und Boden für das deutsche Volk. Reichsdruckerei, Berlin 1933.
- mit Ernst Rüdin und Falk Ruttke (Bearbeiter, Erläuterungen): Gesetz zur Verhütung erbkranken Nachwuchses vom 14. Juli 1933. Mit Auszug aus dem Gesetz gegen gefährliche Gewohnheitsverbrecher und über Maßregeln der Sicherung und Besserung vom 24. November 1933. Lehmann, München 1934; 2. Auflage, nebst Verordnung vom 5. Dezember 1933 über die Ausführung des Gesetzes, Auszug aus dem Gesetz gegen gefährliche Gewohnheitsverbrecher und über Maßnregeln der Sicherung und Besserung vom 24. November 1933, ebenda 1936.
- Dienst an der Rasse als Aufgabe der Staatspolitik. Junker und Dünnhaupt, Berlin 1934; Sonderausgabe für das Rassenpolitische Amt der NSDAP: Junker & Dünnhaupt, Berlin 193; 2. Auflage 1938.
- Ausmerzung krankhafter Erbanlagen. Eine Übersicht über das Erbkrankheitsgesetz mit den Texten. Beyer, Langensalza 1934; 2. Auflage: Verhütung krankhafter Erbanlagen. Eine Übersicht über das Erbkrankheitsgesetz mit Texten. 1934.
- Aufbau und Aufgaben des Reichsausschusses für Volksgesundheitsdienst beim Reichs- und Preußischen Ministerium des Innern. Reichsdruckerei, Berlin 1935.
- Leibesübungen im Dienst der Rassenpflege. Beyer, Langensalza 1935; 2. Auflage 1936.
- Der Aufbau des Gesundheitswesens im Dritten Reich. Junker & Dünnhaupt, Berlin 1935; 3., überarbeitete Auflage 1937; 4., überarbeitete Auflage 1938.
- mit Erich Moebius: Der öffentliche Gesundheitsdienst. Heymann, Berlin 1935.
- Einführung zu: Der öffentliche Gesundheitsdienst. Textausgabe des Gesetzes über die Vereinheitlichung des Gesundheitswesens vom 3. Juli 1934 nebst Durchführungsverordnungen, Reichsgebührenordnung und Erläuterungserlassen. Heymann, Berlin 1935; 2., völlig neu bearbeitete Auflage: Der öffentliche Gesundheitsdienst. Erläuterungen zum Gesetz über die Vereinheitlichung des Gesundheitswesens vom 3. Juli 1934 nebst Durchführungsverordnungen, Gebührenordnungen und Anhängen mit Erlassen. 1939.
- Bevölkerungs- und Rassenpolitik. Spaeth & Linde, Berlin 1935; 2., neubearbeitete Auflage 1938.
- Der Amtsarzt. Ein Nachschlagewerk für Medizinal- und Verwaltungsbeamte. Fischer, Jena 1936.
- mit Wilhelm Frick: Nordisches Gedankengut im Dritten Reich. 3 Vorträge. Lehmann, München 1936 (darin von Arthur Gütt: Gesundheits- und Ehegesetzgebung im Dritten Reich sowie Aufartung durch Familienpflege).
- mit Herbert Linden und Franz Massfeller: Blutschutz- und Ehegesundheitsgesetz. Gesetz zum Schutze des deutschen Blutes und der deutschen Ehre und Gesetz zum Schutze der Erbgesundheit des deutschen Volkes nebst Durchführungsverordnungen sowie einschlägigen Bestimmungen. Lehmann, München 1936.
- als Herausgeber: Handbuch der Erbkrankheiten. 6 Bände. Thieme, Leipzig 1937–1942. Redigiert von Ernst Rüdin.
  - Band 1: Fred Dubitscher: Der Schwachsinn. 1937
  - Band 2: Berthold Kihn, Hans Luxenburger: Die Schizophrenie. 1940.
  - Band 3: Klaus Conrad, Josef Lothar Entres, Ferdinand Adalbert Kehrer, Friedrich Meggendorfer, Kurt Pohlisch: Die erbliche Fallsucht. Der Erbveitstanz (Huntingtonsche Chorea). Der schwere Alkoholismus. 1940.
  - Band 4: Hans Heinze, Johannes Lange, Hans Luxenburger, Kurt Pohlisch: Zirkuläres Irresein (manisch-depressives). Psychopathische Persönlichkeiten. 1942.
  - Band 5: Max Bücklers: Erbleiden des Auges. 1938.
  - Band 6: Max Schwarz, Hellmut Eckhardt: Die erbliche Taubheit und ihre Diagnostik. Körperliche Missbildungen. 1940.
- Die Rassenpflege im Dritten Reich. [Dieser Vortrag wurde am 5. 7. 1939 auf der 4. Münchener Arbeitstagung des Reichsinstituts für Geschichte des Neuen Deutschlands gehalten.] Hanseatische Verlagsanstalt, Hamburg 1940.